# Hirtodrosophila duncani
Hirtodrosophila duncani är en tvåvingeart som först beskrevs av Sturtevant 1918.  Hirtodrosophila duncani ingår i släktet Hirtodrosophila och familjen daggflugor. Inga underarter finns listade i Catalogue of Life.
Artens utbredningsområde täcker delar av USA, från Minnesota och Rhode Island i norr till Texas och Florida i syd.